# NXT In Your House 2022
NXT In Your House 2022 è stato il trentanovesimo special event di NXT, prodotto dalla WWE. L'evento si è svolto il 4 giugno 2022 al WWE Performance Center di Orlando, Florida ed è stato trasmesso in diretta su Peacock negli Stati Uniti e sul WWE Network nel resto del mondo.

## Storyline
Una delle faide principali vide il confronto tra Joe Gacy e Bron Breakker, quest'ultimo detentore dell'NXT Championship. Nella puntata speciale NXT Spring Breakin' del 3 maggio Gacy affrontò poi Breakker per l'NXT Championship ma venne sconfitto. Al termine dell'incontro, tuttavia, Gacy ordinò ai suoi seguaci di rapire Breakker e di immobilizzarlo su una barella di filo spinato per poi portarlo via. Un match risolutore venne sancito per NXT In Your House dove qualora Breakker fosse stato squalificato avrebbe perso d'ufficio il titolo.

## Risultati
| #    | Match | Stipulazioni | Durata |
| ---- | --- | --- | ------ |
| Dark | Valentina Feroz (con Yulisa León) ha sconfitto Arianna Grace                                                                   | Single match | 4:15   |
| Dark | Ikemen Jiro ha sconfitto Dante Chen                                                                                            | Single match | 7:01   |
| 1    | Tony D'Angelo, Channing "Stacks" Lorenzo e Troy "Two Dimes" Donovan hanno sconfitto il Legado del Fantasma (con Elektra Lopez) | Six-man tag team match Il team perdente avrebbe dovuto unirsi alla stable del team vincente.                                  | 12:45  |
| 2    | Gigi Dolin e Jacy Jayne (c) hanno sconfitto Kayden Carter e Katana Chance                                                      | Tag team match per l'NXT Women's Tag Team Championship                                                                        | 9:01   |
| 3    | Carmelo Hayes (con Trick Williams) ha sconfitto Cameron Grimes (c)                                                             | Single match per l'NXT North American Championship                                                                            | 15:30  |
| 4    | Mandy Rose (c) ha sconfitto Wendy Choo                                                                                         | Single match per l'NXT Women's Championship                                                                                   | 11:08  |
| 5    | I Creed Brothers hanno sconfitto i Pretty Deadly (c)                                                                           | Tag team match per l'NXT Tag Team Championship Se i Creed Brothers avessero perso, avrebbero dovuto lasciare la Diamond Mine. | 15:19  |
| 6    | Bron Breakker (c) ha sconfitto Joe Gacy                                                                                        | Single match per l'NXT Championship Se Breakker fosse stato squalificato, avrebbe perso il titolo.                            | 15:50  |